# David Alagalak
David Alagalak, född 11 april 1944 på Southamptonön, är en kanadensisk politiker. Mellan 2004 och 2008 var han ledamot av Nunavuts lagstiftande församling, och innan dess var han borgmästare i Arviat.